# 蘇卡塔拉卡山
16°39′56″S 69°58′19″W / 16.66556°S 69.97194°W
蘇卡塔拉卡山（Sukata Laq'a），是秘魯的山峰，位於該國東南部普諾大區，由埃爾科廖省的聖羅薩區負責管轄，屬於安地斯山脈的一部分，海拔高度5,100米。